# Calymperes tuberculosum
Calymperes tuberculosum là một loài rêu trong họ Calymperaceae. Loài này được Dixon & Thér. Broth. mô tả khoa học đầu tiên năm 1924.